# E-wing

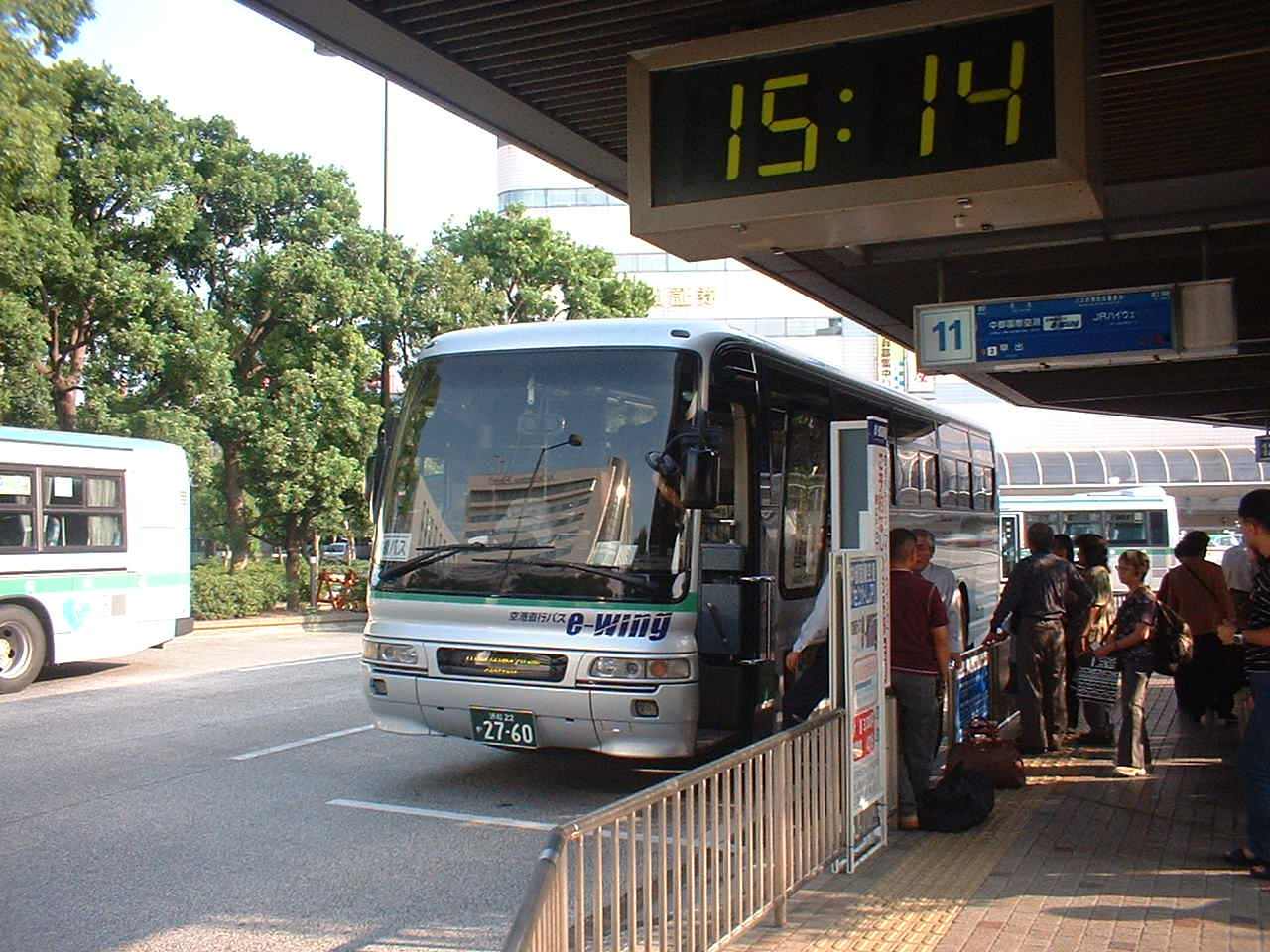
浜松駅バスターミナルに停車中のe-wing

「e-wing」（イーウィング）は、遠州鉄道が運行する空港リムジンバス路線の愛称である。正式名称は「空港直行バスe-wing」。
現在は浜松市の浜松駅バスターミナル・掛川市の掛川IC・磐田市の磐田ICを始発として中部国際空港へ結ぶ中部国際空港線1路線が運行されている。

## 概説

### 路線概説

#### 中部国際空港線
中部国際空港開港に合わせて運行を始めた。呼称の「e-wing」は一般公募によるものであり、飛行機を連想させる "wing" を併せることで、遠鉄（"e"ntetsu）が運行する空港連絡バスであることを表したものである。
浜松市中央区の浜松駅バスターミナル・掛川市の掛川IC駐車場・磐田市の磐田IC駐車場から、東名高速道路・伊勢湾岸自動車道・知多半島道路・セントレアラインを経由し、愛知県常滑市の中部国際空港（セントレア）まで運行する。
ただし、磐田IC・掛川IC発着便の一部は浜松西IC止まりのため、浜松西ICでの乗り換えを要する。
旧名古屋空港（現・県営名古屋空港）の頃は公共交通機関で遠州地区から同空港へ行く場合、鉄道と路線バスなど複数の交通機関を乗り継がなければならなかったが、中部国際空港の開港と同時に運行を開始した当路線により、乗り換えの手間が低減し、旅行先で滞在できる時間帯が拡大するなど空路利用時の利便性が大幅に向上した。また新東名高速道路浜松いなさJCT～豊田東JCT間の開通後は定時率が大幅に向上している。
浜松駅・掛川IC発中部国際空港行きは予約制で、あらかじめインターネットや電話などで予約した旅客が優先的に乗車できる（当日空席があれば予約しなくても乗車できる）。なお、座席指定制ではなく予約式の座席定員制なので全席自由席となっている。逆に中部国際空港発（浜松駅・掛川IC行き）は（予約制ではない）座席定員制で、先着順の乗車となる。

#### 富士山静岡空港線（廃止）
富士山静岡空港の開港に伴い、同空港へのリムジンバスも「e-wing」として運行を開始した。
掛川IC発で掛川駅南口を経由していた。他に静岡県自主運行バスの形態でホテルコンコルド浜松・浜松駅〜静岡空港間をノンストップでつなぐ系統も存在していたが、2012年3月24日をもって廃止となり、続いて同年10月28日をもって掛川インター・掛川駅南口〜富士山静岡空港間も廃止。これにより同路線は全線廃止となった。

### 乗車方法
- 浜松駅・浜松西インター・中部国際空港から乗車する場合は券売機、磐田インターから乗車する場合は近くの委託発売所で乗車前に乗車券を購入し、降車時に運賃箱に投入する[2][4]。それ以外の停留所から乗車する場合は、運賃を直接乗務員に渡す[4]。
- 運賃の支払いに乗車カード（ETカード・ナイスパス）・一部を除く各種フリー乗車券は利用できない[5]。

### 各種きっぷ
- 2015年7月より「HAMANAKO RAIL PASS」が大人4900円、子供2450円で発売されている[6][7]。このきっぷを使うと本路線の片道分に加え、遠鉄電車・バス・天竜浜名湖鉄道の全線、浜名湖遊覧船が3日間乗り放題となるほか、周辺の観光施設で特典が受けられる[7][8]。
- 「トクトクセントレア満喫きっぷ」が大人5500円、子供2750円で発売されている[9]。このきっぷだけで本路線往復分のほか空港での食事券となり、風の湯が半額割引となる[9]。このきっぷは浜松駅バスターミナル乗車券窓口などで購入できる。

### 運行会社
- 遠州鉄道
  - ターミナル営業所
  - 細江営業所
  - 磐田営業所

かつては三方原営業所も運行に携わっていた他、共同運行会社として浜松観光バス（本社営業所）も運行していた。詳細は#沿革を参照。

## 車両
- 一般路線車両用のカラーリングをベースに車体側面を飛行機風のアレンジを施した、専用の三菱ふそう・エアロバスや三菱ふそう・エアロエース、いすゞ・ガーラを使用している。
- 専用車は全車が補助席付きまたは補助席無し4列シート車で車内にトイレは設置されていない。貸切用途から改造[注釈 2]した車両と当路線用に新製した車両が混在している。
- 全車両に無料Wi-Fiが搭載されている。
- 車内サービスとして、雑誌の貸し出しや文字ニュース・車内誌の提供を行っている。以前は新聞の貸し出しも行われていたが、不況などにより2010年に廃止された。
- 増車時や点検整備時には貸切車を使用する場合があり（前部に「e-wing」又は「路線バス」のステッカーを掲出）、まれに日野・セレガも充当される。なお、掛川駅南口～富士山静岡空港の区間便のみ、磐田営業所に所属していた元オレンジ急行用の三菱ふそう・エアロスターの2374号車（既に廃車）やいすゞ・キュービックの2688号車が充当されていたことがある。
- e-wing専用車が追分すいすいバスやモーニングダイレクト・東名オレンジ急行に充当されることもある。
- 2011年4月1日より傘下の浜松観光バスが運行に携わるに当たり、遠州鉄道から浜松観光バスへ車両が3台移籍した。
- 2010年7月の横浜イーライナー運行開始に合わせ、貸切用から転用したe-wing車両のうち1台がe-LineR用に再転用されたが、2014年9月に塗装変更を施しe-wing・e-LineR共通の予備車となった[10]。

## 沿革
- 2005年（平成17年）
  - 2月17日 - 中部国際空港開港にあわせて中部国際空港線が運行開始[11][12]。当時は磐田駅（一部便のみ）・浜松駅〜中部国際空港間で運行。
  - 6月17日 - 利用者10万人達成。
  - 9月1日 - ダイヤ改正。（中部国際空港〜磐田営業所便、浜松西IC〜磐田営業所間連絡便を新設。磐田駅発着便は廃止。）
  - 11月1日 - ダイヤ改正（増便）。
- 2006年（平成18年）
  - 5月8日 - ダイヤ改正。（中部国際空港〜磐田IC駐車場〜掛川IC駐車場間新設。掛川・空港系統の停留所に東名浜松北が追加。磐田営業所バス停は廃止。）
- 2007年（平成19年）
  - 3月27日 - HP上で予約の変更・取消しが可能になるなど予約システムがリニューアル。
  - 6月1日 - ダイヤ改正。（増便、一部便の行き先変更、高丘駐車場の閉鎖・バス停廃止。）
- 2009年（平成21年）
  - 6月4日 - 静岡県から業務委託を受け、静岡空港開港にあわせて富士山静岡空港線が運行開始[11]。区間は浜松西IC〜富士山国際空港間。東名袋井、掛川駅南口、東名豊橋北（静岡空港発着・接続便のみ）に停車。また、この日より予約受付時間が前日の18時までとなった。
  - 9月12日 - 掛川駅南口〜富士山静岡空港の区間便を開設。
  - 10月19日 - ダイヤ改正。同時に手荷物持ち込み制限が変更。
- 2010年（平成22年）
  - 7月1日 - 同年9月までの期間限定運行としてホテルコンコルド浜松・浜松駅〜富士山静岡空港間の直行便を運行開始。（その後、運行期間を延長）
  - 8月16日 - ダイヤ改正。（富士山静岡空港線の減便および区間短縮。）
- 2011年（平成23年）
  - 4月1日 - 浜松観光バスが参入し共同運行となる[13]。同時にダイヤ改正。（中部国際空港線の所要時間延長とそれに伴う時刻変更、富士山静岡空港線の時刻変更。本数は変更無し。）
- 2012年（平成24年）
  - 3月24日 -「ホテルコンコルド浜松・浜松駅〜富士山静岡空港間」の便が業務委託契約期間満了となり、運行を終了した。
  - 10月28日 -「掛川IC・掛川駅南口〜富士山静岡空港」の便を運行終了。これにより富士山静岡空港線は全線廃止となった。
- 2013年（平成25年）
  - 7月1日 - 三方原営業所担当分がターミナル営業所に移管。
  - 12月15日 - ダイヤ改正。東名豊川での停車を開始。東三河地域では2010年4月の豊鉄バスの豊橋駅〜中部国際空港線の休止以来、3年8ヶ月ぶりに空港行きバスが復活した。
- 2014年（平成26年）
  - 4月1日 - 消費税増税に伴い運賃改定。
  - 6月1日 - ダイヤ改正。最終便延長。
  - 9月1日 - 音羽BSでの停車を開始[14]。ダイヤ自体の変更はなし。
  - 12月1日 - 車内にて無料Wi-Fiサービスを開始[15]。
  - 12月13日 - ダイヤ改正。時刻変更はないが掛川行きに接続する浜松駅行きの一部が浜松駅行きに接続する掛川行きとなる。
- 2015年（平成27年）
  - 1月1日 - 浜松観光バスが遠州鉄道に合併[11]。再び遠州鉄道の単独運行となる。
  - 4月1日 - 中部国際空港発のみ1便舘山寺温泉行きを設定[16]。
  - 7月1日 - ダイヤ改正。舘山寺温泉行きがホテル九重まで延伸するとともに浜名湖パルパル・ウェルシーズン浜名湖のバス停が追設される[6]。周遊乗車券「HAMANAKO RAIL PASS」発売開始[6]。
  - 11月21日 - 空港発のみダイヤ改正。舘山寺温泉行き1便を廃止し別時間帯に浜松西IC行きを1便新設し増便。代替として舘山寺温泉へは浜松西ICからのピストン便を2便運行。そして掛川IC第2駐車場供用開始。
- 2019年（令和元年）
  - 9月20日 - ダイヤ改正を実施[17]。これにより当時1日19往復運行されていたバスの発着時刻が最大15分変更される[17]。
- 2023年（令和5年）
  - 8月11日 - ダイヤ改正を実施[18]。これにより運行本数が以前の1.5倍に増加[18]。

## 停留所一覧
凡例
●：全便停車、○：一部便のみ停車、×：現在は廃止　※：パークアンドライド
| 所在地 | 所在地 | 所在地 | 停留所名                                | 浜松駅～中部空港系統 | 掛川IC～中部空港系統 | 舘山寺温泉←西IC系統 | 乗り換え                                                                     |
| ------ | ------ | ------ | --------------------------------------- | -------------------- | -------------------- | ------------------- | ---------------------------------------------------------------------------- |
| 愛知県 | 常滑市 | 常滑市 | 中部国際空港 （中部国際空港）           | ●                    | ○                    | ×                   | 中部国際空港発着航空便、名鉄空港線など                                       |
| 愛知県 | 豊川市 | 豊川市 | 東名音羽                                | ●                    | ○                    | ×                   | 名鉄名古屋本線（名電赤坂駅）                                                 |
| 愛知県 | 豊川市 | 豊川市 | 東名豊川 ※                              | ●                    | ○                    | ×                   | 豊鉄バス一般路線                                                             |
| 静岡県 | 浜松市 | 浜名区 | 東名三ヶ日                              | ●                    | ○                    | ×                   |                                                                              |
| 静岡県 | 浜松市 | 中央区 | 浜松西インター駐車場 ※                  | ●                    | ●                    | ●                   | e-wing各系統                                                                 |
| 静岡県 | 浜松市 | 中央区 | 浜名湖パルパル                          | ∥                    | ∥                    | ●                   | 遠鉄バス一般路線                                                             |
| 静岡県 | 浜松市 | 中央区 | ウェルシーズン浜名湖                    | ∥                    | ∥                    | ●                   | 遠鉄バス一般路線                                                             |
| 静岡県 | 浜松市 | 中央区 | 舘山寺温泉                              | ∥                    | ∥                    | ●                   | 遠鉄バス一般路線                                                             |
| 静岡県 | 浜松市 | 中央区 | ホテル九重                              | ∥                    | ∥                    | ●                   |                                                                              |
| 静岡県 | 浜松市 | 中央区 | 本田技研                                | ●                    | ∥                    |                     | 遠鉄バス一般路線（本田技研）                                                 |
| 静岡県 | 浜松市 | 中央区 | ヤマハ前                                | ●                    | ∥                    |                     | 遠鉄バス一般路線（学芸高校前）                                               |
| 静岡県 | 浜松市 | 中央区 | ホテルコンコルド浜松前                  | ●                    | ∥                    |                     | 遠鉄バス一般路線（浜松城公園入口）                                           |
| 静岡県 | 浜松市 | 中央区 | 浜松駅 （浜松駅バスターミナル11のりば） | ●                    | ∥                    |                     | 遠鉄バス一般路線、遠鉄電車（新浜松駅）、JR東海道新幹線・東海道本線（浜松駅） |
| 静岡県 | 浜松市 | 中央区 | 東名浜松北 ※                            |                      | ●                    |                     | 遠鉄バス一般路線（有玉神社）、遠鉄電車（自動車学校前駅）                     |
| 静岡県 | 磐田市 | 磐田市 | 磐田インター駐車場 ※                    |                      | ●                    |                     | 遠鉄バス一般路線（美登里町上）                                               |
| 静岡県 | 袋井市 | 袋井市 | 東名袋井                                |                      | ●                    |                     |                                                                              |
| 静岡県 | 掛川市 | 掛川市 | 掛川インター駐車場 ※                    |                      | ●                    |                     |                                                                              |

- 掛川IC発着便の大部分は掛川IC～浜松西ICのみの運行で、浜松西ICにて浜松駅発着便と接続[1]。
- 舘山寺温泉行きは浜松西ICで浜松駅行き便より乗り換え。また片道運行で浜松西IC・空港方面の運行はなし。
- 中部国際空港での乗車または降車のみでの利用可能。
- 年始の豊川稲荷への参拝客などで豊川ICの利用車両の増加が見込まれる時期には東名豊川を通過する場合がある。